# Pelargopsis capensis
Pelargopsis capensis е вид птица от семейство Halcyonidae.

## Разпространение
Видът е разпространен в Бангладеш, Бруней, Индия, Индонезия, Лаос, Малайзия, Мианмар, Непал, Сингапур, Тайланд, Филипините и Шри Ланка.